# National Lift Tower
La National Lift Tower est une tour d'essai d'ascenseur située à Northampton au Royaume-Uni. Elle est inaugurée en 1982, après une construction qui a démarré en 1980. Elle mesure 127,45 mètres de haut.